# كولن ماكي
كولن ماكي (بالإنجليزية: Colin McKee)‏ هو لاعب كرة قدم بريطاني، ولد في 22 أغسطس 1973 في غلاسكو في المملكة المتحدة. لعب مع كوين أوف ساوث ومانشستر يونايتد ونادي بارتيك ثيسل ونادي بوري ونادي روس كاونتي ونادي فالكيرك ونادي فيكينغور ونادي كيلمارنوك.

## وصلات خارجية
- كولن ماكي على موقع قاعدة بيانات كرة القدم.إي يو (الإنجليزية)
- كولن ماكي على موقع Soccerbase.com (لاعب) (الإنجليزية)
- كولن ماكي على موقع عالم كرة القدم.نت (الإنجليزية)